# Borowina (gmina Lesznowola)
Borowina – osada leśna w Polsce, w województwie mazowieckim, w powiecie piaseczyńskim, w gminie Lesznowola. 